# Provincia de Sainyabuli
La provincia de Sainyabuli (laosiano: ໄຊຍະບູລີ) es una provincia localizada al noroeste de Laos.
Tiene una extensión de 16.389 km² y una población de 423 496 habitantes en 2020.

## Historia
En 1904 el área de la provincia fue cedida por Siam a la colonia de la Indochina francesa. En 1941 el territorio fue anexado por Tailandia, otra vez bajo el nombre de Provincia de Lan Chang, pero fue devuelto al estado de antes de la guerra en 1946.

## Geografía
La provincia está localizada en el noroeste del país, y cubre toda el área al oeste del río Mekong. Colinda con la provincia de Oudomxai al norte, con la provincia de Louangphabang y la provincia de Vientián al este, luego limita internacionalmente con Tailandia. La provincia es bastante montañosa y desprovista de caminos para vehículos, hay una ruta que se extiende de la capital provincial a la frontera tailandesa. La provincia es rica en madera y lignito, y es considerada la cesta de arroz de la parte norte laosiana, ya que la mayor parte de otras provincias del norte son demasiado montañosas para cultivar arroz. Otras cosechas importantes incluyen el maíz, naranjas, el algodón, cacahuetes y el sésamo.

## Fauna
En la provincia de Xaingnabuli vive la mayoría de los elefantes domésticos asiáticos que hay en Laos. Aproximadamente el 75 % de los 560 elefantes nacionales domesticados trabajan en Xaingnabuli. Sus fuentes de trabajo principales son la industria de tala, que causa una pérdida en el hábitat de los elefantes salvajes como el doméstico.
El área protegida de Nam Poui, situada en la frontera con Tailandia, tiene una superficie de 1.912 kilómetros cuadrados. En 2008, el gobierno de Laos la identificó como zona prioritaria para la protección de los elefantes. Allí hay entre 50 y 60 elefantes salvajes. Otros animales presentes son el gibón, el gayal, el tigre, el dhole, el saro, el langur plateado y el oso negro asiático.

## Distritos
- Boten
- Hongsa
- Kenthao
- Khop
- Ngeun
- Paklai
- Phiang
- Thongmixai
- Sainyabuli
- Xianghon